# Destin (Angel)
Pour les articles homonymes, voir Destin (homonymie).
Destin est le 8e épisode de la saison 5 de la série télévisée Angel.

## Synopsis
Spike retrouve enfin sa forme corporelle quand il reçoit un colis mystérieux qui produit une forte lumière une fois ouvert. Il part aussitôt fêter ça en couchant avec Harmony mais, au cours de leurs ébats, elle devient comme possédée et Spike est contraint de l'assommer. Par ailleurs, tous les instruments technologiques de l'immeuble se dérèglent et Eve affirme à l'équipe que la cause de ce bouleversement est qu'il y a désormais deux vampires doués d'une âme et candidats au titre de champion de la prophétie Shanshu. Sirk, un employé de Wolfram & Hart spécialiste en magie, explique à Angel et Spike que les choses retourneront à la normale quand le champion aura été désigné et que ce champion sera celui qui boira la Coupe du Tourment Perpétuel, artefact censé se trouver dans un opéra abandonné de la Vallée de la Mort (tout au long de l'épisode, plusieurs flashbacks mettent en avant la rivalité entre Angel et Spike).  
Angel et Spike partent chacun de leur côté pour trouver la coupe et, arrivés à destination, commencent à se battre pour y boire tout en exposant chacun leurs arguments censés prouver qu'ils méritent plus que l'autre le titre de champion. Le combat et les attaques personnelles se font de plus en plus violents mais Spike finit par prendre le dessus et plante un pieu dans l'épaule d'Angel avant d'aller boire à la coupe. Spike se rend alors compte que la coupe est un faux et qu'on s'est joué d'eux. Ils retournent chez Wolfram & Hart et découvrent que les choses sont rentrées dans l'ordre mais que Sirk s'est volatilisé. Eve annonce ensuite au groupe que les Associés Principaux ont réussi à stabiliser la situation mais ne s'attire que des regards soupçonneux. Alors qu'Angel doute de son rôle de champion car Spike l'a battu, Eve va voir quelqu'un et lui dit que le plan se déroule parfaitement. Elle se glisse ensuite dans son lit et on s'aperçoit qu'il s'agit de Lindsey McDonald.

## Production
Les coscénaristes David Fury et Steven S. DeKnight reconnaissent s'être violemment disputés durant l'écriture du scénario. En effet, DeKnight s'occupait spécifiquement de la scène de combat entre Angel et Spike car les scènes d'action sont sa spécialité et il a appris tardivement de Fury que Spike devait en fait remporter le combat alors qu'il avait écrit la scène en pensant l'inverse. C'est le producteur Jeffrey Bell qui les a finalement calmés.
Le personnage de Wesley Wyndam-Pryce n'apparaît pas dans l'épisode, pour la seule fois de la série depuis son arrivée, en raison du mariage de son interprète Alexis Denisof avec Alyson Hannigan survenu la même semaine que le tournage de l'épisode. L'équipe de production a réussi à garder secret le retour de Christian Kane dans la série presque jusqu'au bout mais, cinq jours avant la diffusion de l'épisode, un figurant présent sur une scène de l'épisode Cauchemars qui venait d'être tournée a répandu la rumeur.

## Statut particulier
L'épisode marque un tournant de la saison avec Spike reprenant une forme corporelle et le retour de Lindsey McDonald. Au sujet du combat entre Angel et Spike, que Joss Whedon qualifie de « point culminant de la saison », Scott McLaren écrit qu'il « réussit à dépeindre un équilibre presque parfait entre les concepts de l'âme comme métaphore existentielle et réalité ontologique ». La prophétie Shanshu destinant au vampire doté d'une âme un rôle crucial et dangereux, les âmes d'Angel et Spike fonctionnent à la fois en tant que « lourds fardeaux et précieuses babioles ». Nancy Holder note que l'épisode marque une nouvelle évolution du personnage de Spike car il ne se définit plus en fonction de sa relation avec Buffy mais en fonction de sa rivalité avec Angel, n'hésitant pas à évoquer en termes crus sa relation avec Buffy pour blesser Angel.
Matt Roush, de TV Guide, évoque un épisode « follement divertissant » où la rivalité entre Angel et Spike atteint un nouveau sommet, et qui, « de son début surprenant à son final stupéfiant, rivalise avec les meilleurs épisodes de Buffy contre les vampires ». Pour les rédacteurs de la BBC, c'est un épisode « réellement grandiose », comportant un combat stupéfiant, de l'humour, du style et des « flashbacks somptueux ». Nikki Stafford, dans Once Bitten, en parle comme du « premier chef-d'œuvre de la saison » qui introduit pleinement l'intrigue principale de celle-ci et comporte un combat « colossal » entre Angel et Spike et un final « stupéfiant ». Pour Keith Topping, l'épisode est un « classique » de la série, la version Angel du film Monty Python : Sacré Graal !, où le duo Spike/Angel se révèle une fois de plus « très amusant » même quand ils se battent.
Noel Murray, du site The A.V. Club, estime qu'un tiers de l'épisode, les scènes où les employés de Wolfram & Hart deviennent enragés, semble servir de « bouche-trous », mais que les deux autres tiers sont à la fois « impressionnants et pertinents », en particulier l'« enthousiasmant » combat, à la fois verbal et physique, entre Angel et Spike. Mikelangelo Marinaro, du site Critically Touched, lui donne la note de B+, affirmant que toute la première moitié sur le chaos qui s'installe car il y a deux vampires dotés d'une âme est ennuyeuse et n'a « pas de sens » alors que la deuxième moitié, qui se concentre sur la rivalité entre Angel et Spike, est beaucoup plus mémorable avec son lot de « perspicacité, de joutes verbales et de révélations » et son « combat épique ».

## Musique
Le morceau que Spike écoute dans la voiture alors qu'il est en route vers la Vallée de la Mort est Too Drunk to Fuck des Dead Kennedys.

## Distribution

### Acteurs et actrices crédités au générique
- David Boreanaz : Angel
- James Marsters : Spike
- J. August Richards : Charles Gunn
- Amy Acker : Winifred Burkle
- Andy Hallett : Lorne
- Alexis Denisof : Wesley Wyndam-Pryce (crédité mais n'apparaît pas)

### Acteurs et actrices crédités en début d'épisode
- Sarah Thompson : Eve
- Mercedes McNab : Harmony Kendall
- Juliet Landau : Drusilla

### Acteurs et actrices crédités en fin d'épisode
- Michael Halsey : Rutherford Sirk
- Christian Kane : Lindsey McDonald